# 名主の滝公園
名主の滝公園（なぬしのたきこうえん）は、東京都北区岸町一丁目にある区立公園。

## 概要
江戸時代に王子村の名主、畑野孫八が屋敷内に滝を開き、茶を栽培して避暑のために一般に開放したのが始まりで、名前の「名主」はそこに由来する。
明治中期には貿易商垣内徳三郎の所有となり、栃木の塩原の風景を模して庭石を入れ、ヤマモミジなどを植栽、渓流をつくり一般に供した。
1938年（昭和13年）には株式会社精養軒が買収して食堂やプール（名主水泳場）などを営業していたが、戦災で焼失。その後は荒れ果てていたが、東京都が土地の買収と橋や東屋などの修理を進め、1960年（昭和35年）に都の有料公園として開園した。1975年（昭和50年）には北区に移管された。
園内は回遊式の庭園となっており、男滝（おだき）、女滝（めだき）、独鈷の滝（どっこのたき）、湧玉の滝（ゆうぎょくのたき）の4つの滝が復元されている。これらの滝は地下水をポンプで汲み上げて水を流しており、滝から流れた水は小川となって園内を巡り大小の池に注いでいる。一時、園内に人工飼育し放流されたヘイケボタルが自生していることが確認されていた。夏にはホタルの観察会も催されていたが2011年（平成23年）以降中止となっている。
入場料は無料。開園時間は9:00 - 17:00（7月15日 - 9月15日の間は9:00 - 18:00）。園内施設として、茶室、集会室などがある「名主の滝老人いこいの家」がある。

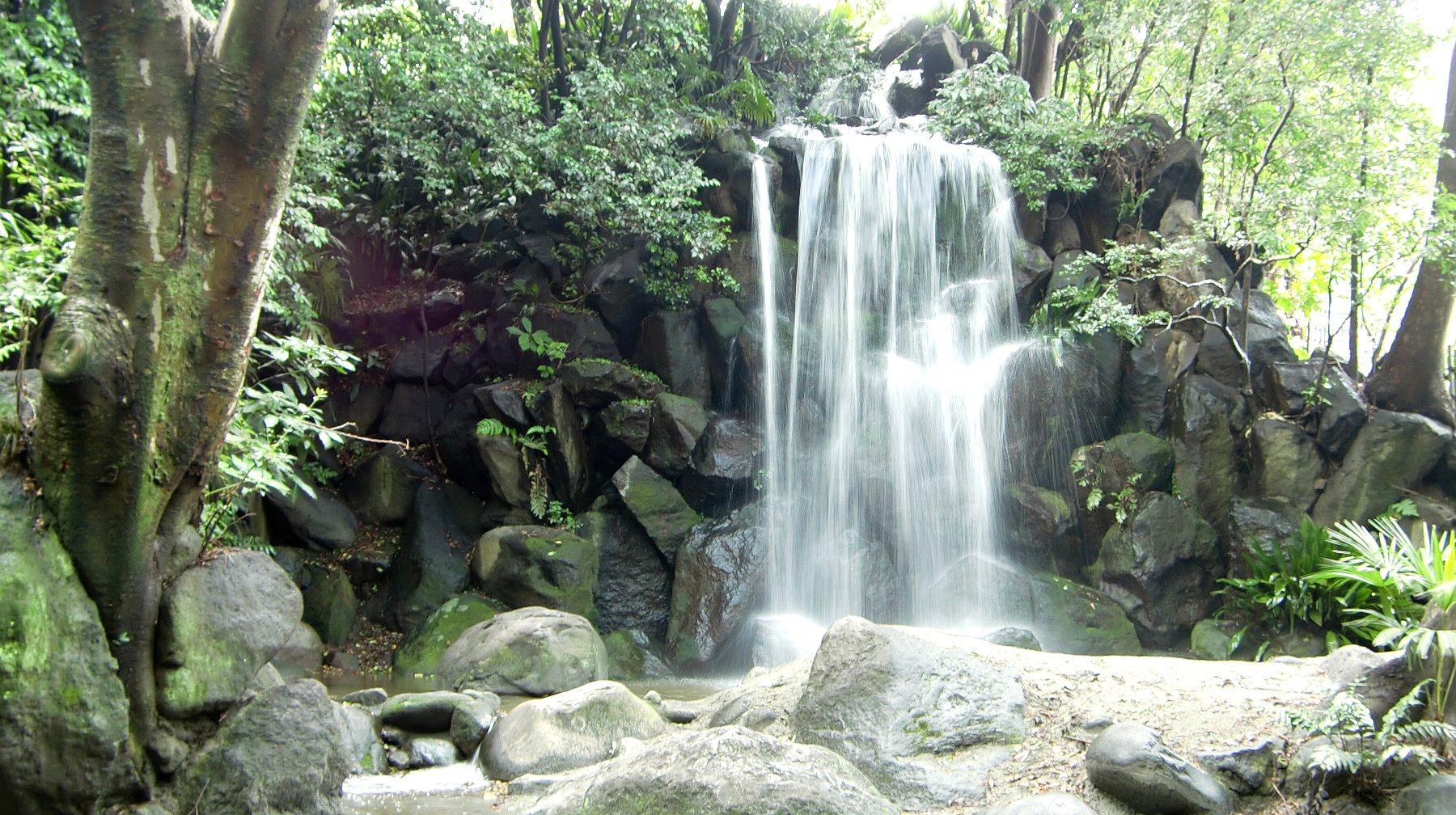
男滝を撮影（2012/7）
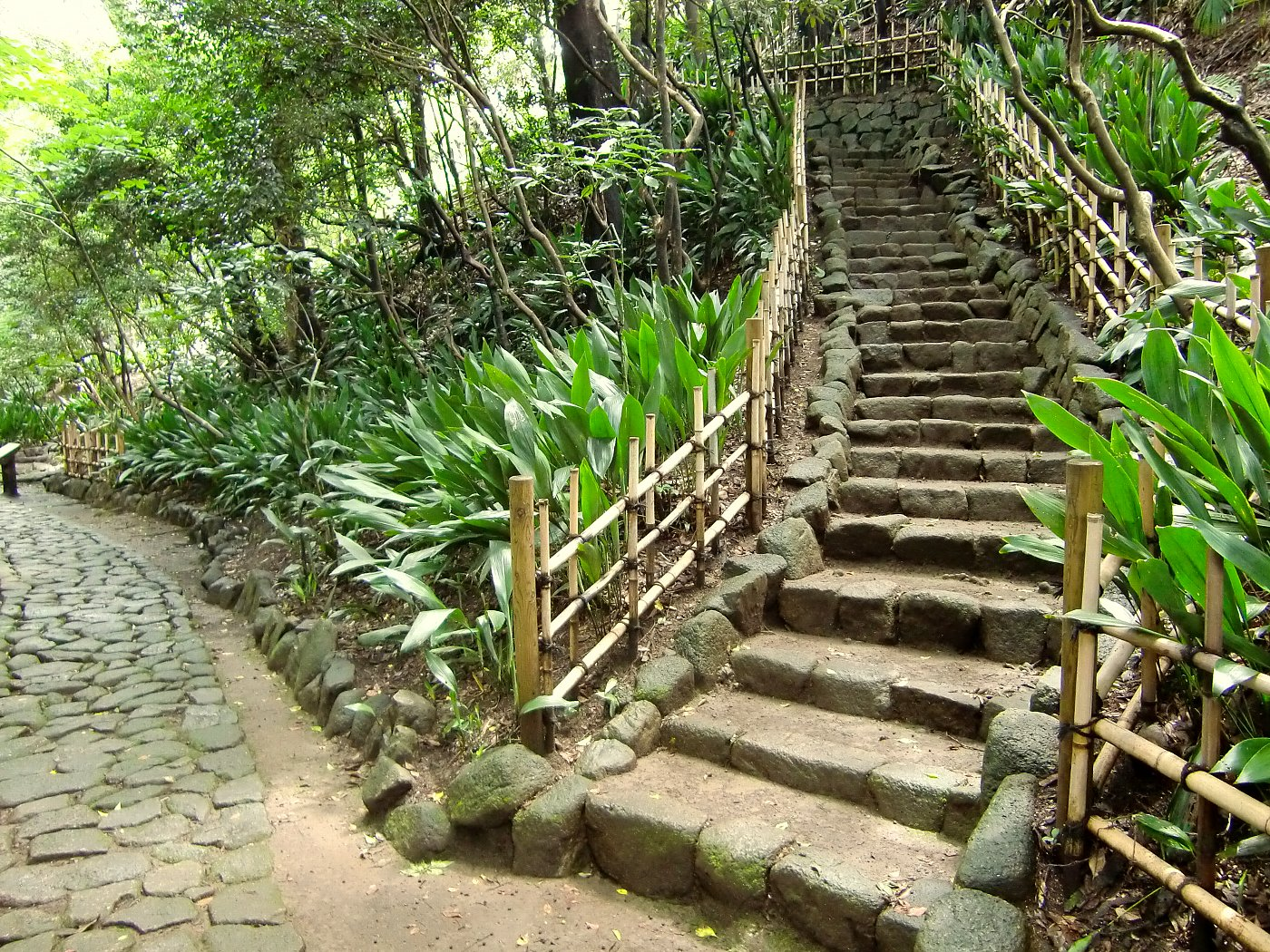
男滝より丘に向けて進む（2012/7）
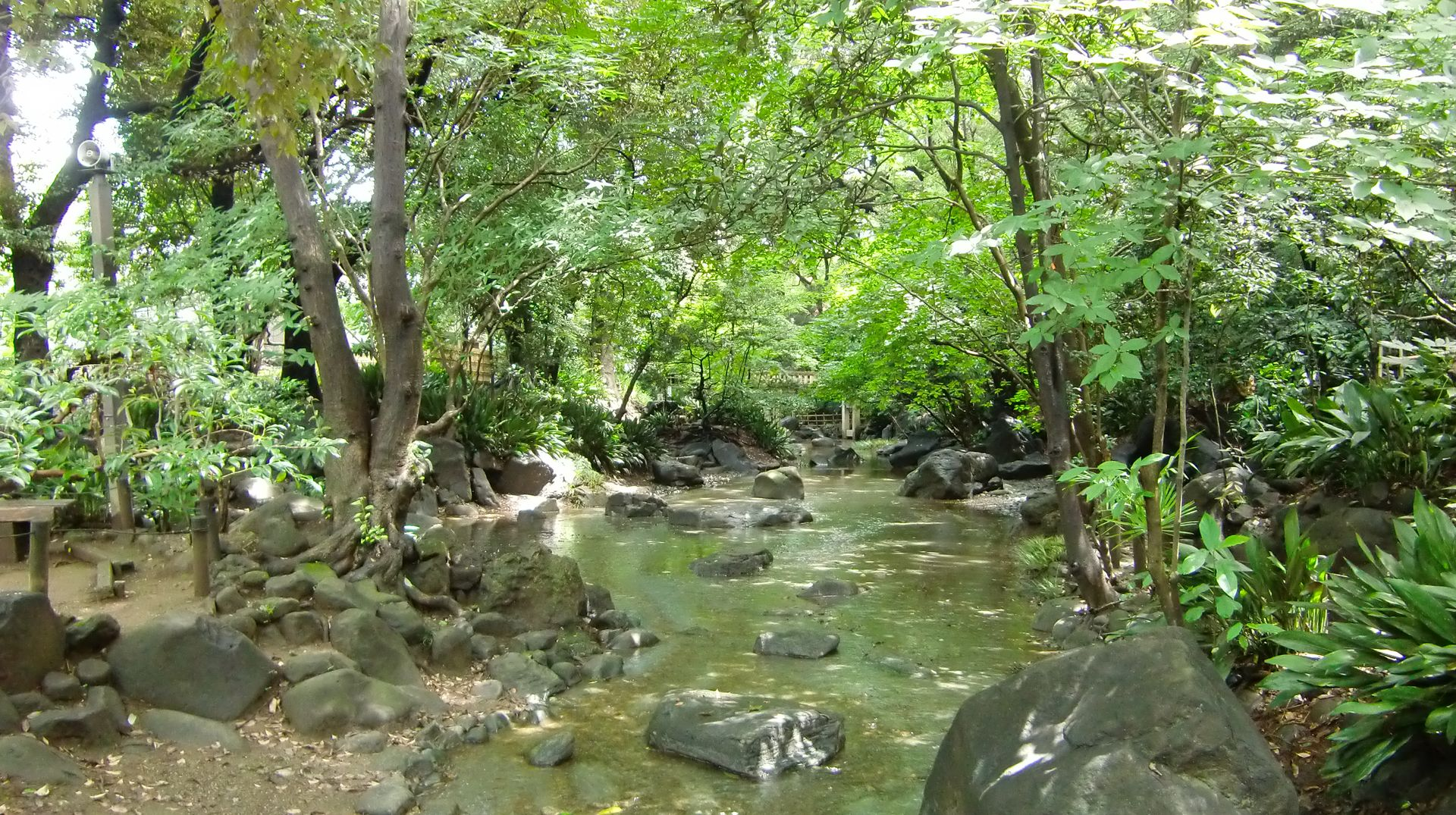
男滝より湧玉の滝へと進む01（2012/7）
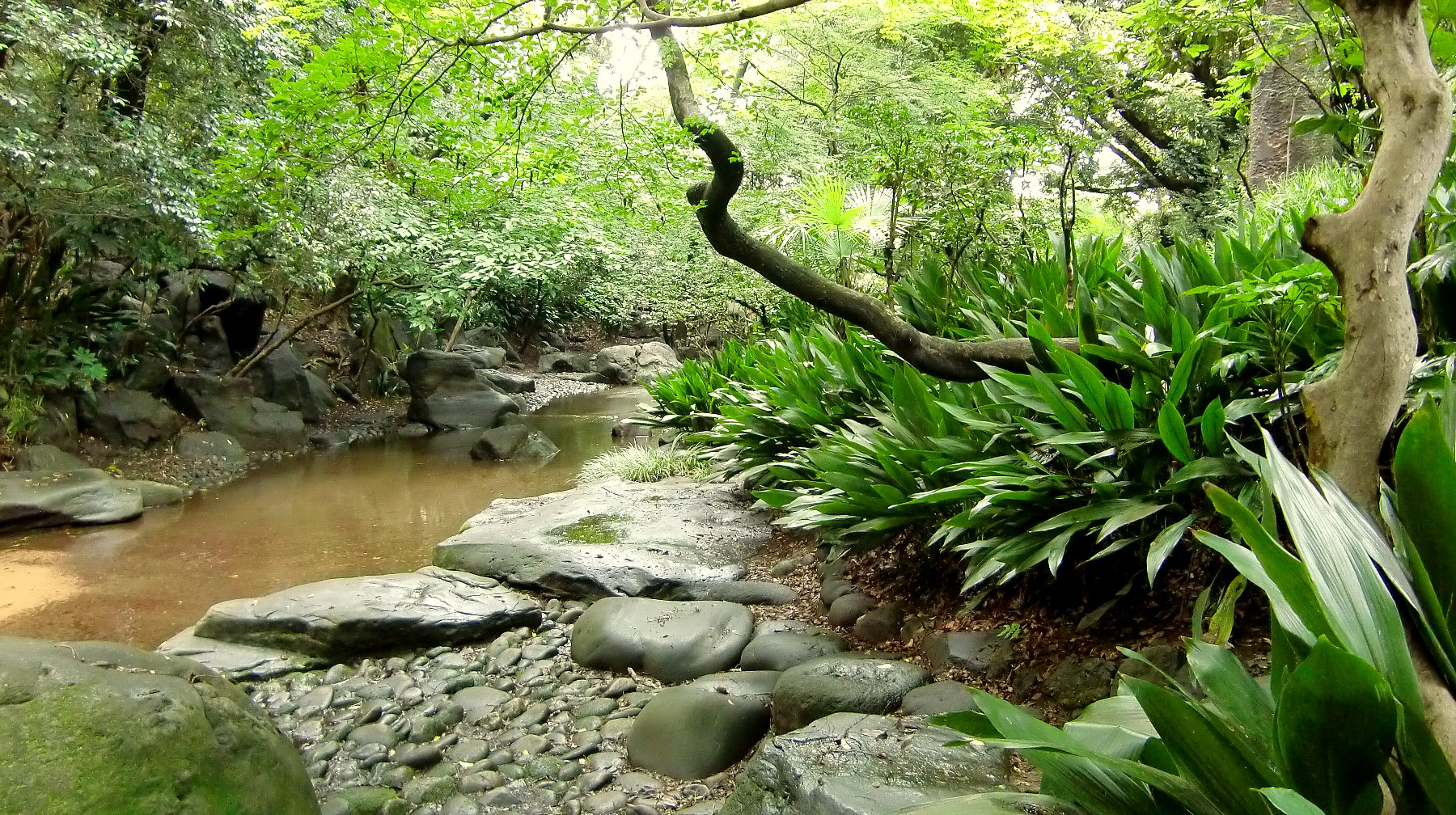
男滝より湧玉の滝へと進む02（2012/7）
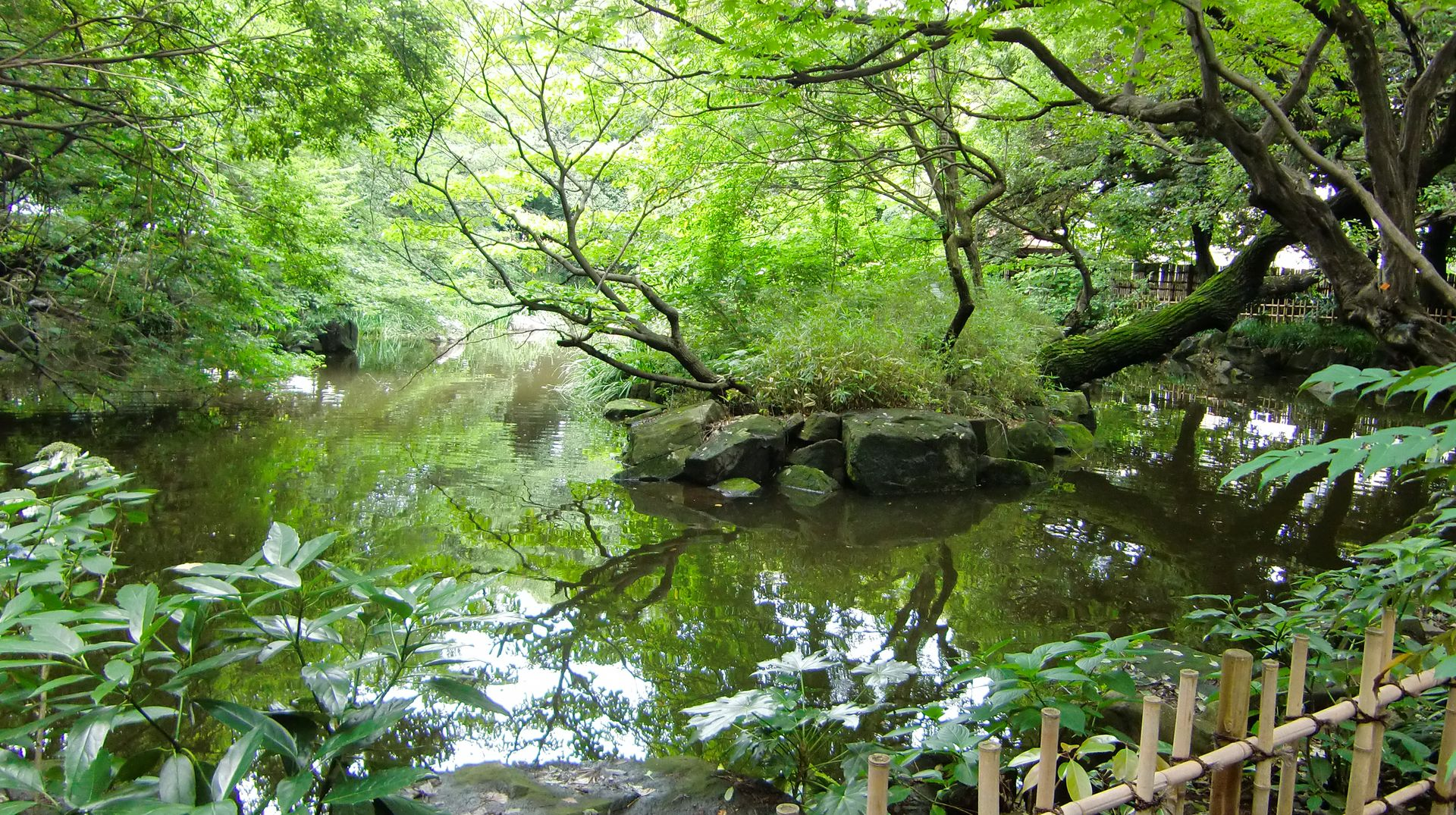
薬医門近くの池（2012/7）

## 逸話
本公園には戦前、名主水泳場（大日本水上競技連盟〈現在の日本水泳連盟〉公認25mプール）が存在し、この水泳場にて1941年9月に『東日本記録会』と題して児島泰彦（ベルリンオリンピック日本代表選手）など当時のトップクラス選手による公式大会が実施されたことがあった。
現在、北区では撮影ロケ地としても当園を紹介しており、映画「黄泉がえり」の主題歌で、柴咲コウが「RUI」名義でリリースした「月のしずく」のミュージック・ビデオのロケ地として使用された実績がある。

## アクセス
- 所在地 - 東京都北区岸町1-15-25
- 京浜東北線、東京メトロ南北線王子駅下車、徒歩約10分
- 都電荒川線王子駅前停留場下車、徒歩約10分
- 駐車場なし